# Rose Peltesohn
Rose Pauline Peltesohn (Berlim, 16 de maio de 1913 – Kfar Saba, Israel, 21 de março de 1998) foi uma matemática israelense de origem alemã.

## Formação e carreira
Filha do médico Ludwig Peltesohn (1882–1937) e de Cilly Caro. Após obter o Abitur em março de 1931 estudou matemática e física na Universidade de Berlim, onde obteve um doutorado em matemática em 1936, orientada por Issai Schur, com a tese Das Turnierproblem für Spiele zu je dreien. Sua tese foi avaliada como opus valde laudabile. Sendo judia, ela emigrou pela Itália para a Palestina, chegando em 1938. Entre os anos de 1939 a 1942 trabalhou em um banco e mais tarde como secretária de um advogado e tradutora em Tel Aviv. Casou com seu primo Gerhard Peltesohn, um advogado (1909-1965), e eles tiveram duas filhas, Ruth (nascida em 1940) e Judith (nascida em 1943).

## Solução dos problemas de diferença de Heffter
Peltesohn resolveu os problemas de diferença de Lothar Heffter (1896) em combinatória em 1939. Um triplo de diferença (a, b, c) é definido como três elementos diferentes do conjunto {\displaystyle 1,2,\dots ,v-1}, cuja soma {\displaystyle {\bmod {v}}} é igual a zero ({\displaystyle a+b+c=0{\bmod {v}}}) ou para a qual um elemento {\displaystyle {\bmod {v}}} é igual à soma dos outros dois ({\displaystyle a+b=c{\bmod {v}}}).
- Problema da Primeira Diferença de Heffter: Seja {\displaystyle v=6m+1}. Existe uma partição do conjunto {\displaystyle 1,2,\ldots ,3m} na diferença tripla?
- Problema da Segunda Diferença de Heffter: Seja {\displaystyle v=6m+3}. Existe uma partição do conjunto {\displaystyle 1,2,\ldots ,2m,2m+2,\ldots ,3m+1} na diferença tripla?

Seguindo Peltesohn, tal partição existe com exceção do caso v = 9.
Um exemplo de partição para {\displaystyle v=13} é: {\displaystyle (1,3,4)} (com {\displaystyle 1+3=4{\bmod {1}}3}) e {\displaystyle (2,5,6)} (com {\displaystyle 2+5+6=13=0{\bmod {1}}3}).
A solução do Problema de Diferença de Heffter também fornece uma construção de sistemas triplos de Steiner cíclicos.